# 涅姆佐夫遇刺案
鲍里斯·涅姆佐夫遇刺案（羅馬化：Ubiystvo Borisa Nemtsova），是指俄罗斯政治人物鲍里斯·涅姆佐夫，於2015年2月27日当地时间23:30左右時，在莫斯科莫斯科河大桥附近被槍殺身亡的案件。涅姆佐夫被未知的槍手連開七到八槍，其中四槍擊中頭部、心臟、肝臟、胃，導致涅姆佐夫當場死亡。他在被槍殺之前，才剛剛公開呼籲國民參加反對俄联邦总统普京干涉乌克兰的示威遊行。隨後調查出刺殺者是一位高加索人。
2017年7月，俄羅斯法院判處5名被告人分別入獄11至20年。

## 外部連結
- 维基共享资源上的相關多媒體資源：涅姆佐夫遇刺案